# Giacomo Barozzi da Vignola
Giacomo Barozzi da Vignola (italijansko [ˈdʒaːkomo baˈrɔttsi da (v) viɲˈɲɔːla], * 1. oktober 1507, Vignola, vojvodina Ferrara (danes Italija), † 7. julij 1573, Rim, Papeške države), ki so ga pogosto imenovali tudi preprosto Vignola, je bil eden velikih italijanskih arhitektov manierizma 16. stoletja. Njegovi dve veliki mojstrovini sta Villa Farnese v Capraroli in jezuitska cerkev Il Gesù v Rimu. Trije arhitekti, ki so italijanski renesančni slog razširili po zahodni Evropi, so Vignola, Serlio in Andrea Palladio. 

## Življenjepis
Giacomo Barozzi se je rodil v Vignoli pri Modeni (Emilija – Romanja).
Svojo kariero je začel kot arhitekt v Bologni, preživljal se je s slikanjem in izdeloval perspektivne predloge za obrtnike. Leta 1536 je prvič obiskal Rim, da bi naredil izmerjene risbe rimskih templjev, z mislijo, da bi objavil ilustriranega Vitruvija. Nato ga je Franc I. Francoski poklical v Fontainebleau, kjer je preživel leta 1541–1543. Tu je verjetno spoznal svojega kolega Bologneseja, arhitekta Sebastiana Serlia in slikarja Primaticcia.
Po vrnitvi v Italijo je v Bologni oblikoval Palazzo Bocchi. Kasneje se je preselil v Rim. Tu je delal pri papežu Juliju III., po njegovi smrti pa ga je prevzela papeška družina Farnese in je delal z Michelangelom, ki je močno vplival na njegov slog.
Leta 1558 je bil v Piacenzi, da bi popravil zasnovo Palazzo Farnese, ki jo je naročila Margareta Avstrijska, žena vojvode Ottavija Farneseja in hči cesarja Karla V.
Od leta 1564 je Vignola nadaljeval Michelangelovo delo v baziliki svetega Petra in zgradil dve podrejeni kupoli v skladu z Michelangelovimi načrti.
Giacomo Barozzi je umrl v Rimu leta 1573. Leta 1973 so njegove posmrtne ostanke ponovno pokopali v Panteonu v Rimu.

## Dela

### Glavna arhitekturna dela
Glavna dela Vignole so:
- Vila Giulia za papeža Julija III., v Rimu (1550 1553). Tu je Vignola sodeloval z Ammanatijem, ki je pod vodstvom Vasarija oblikoval nimfej in druge vrtne elemente pod vodstvom izobraženega papeža in Michelangela. Medalja iz leta 1553 prikazuje glavno vilo Vignole, ko je bila dokončana, razen za par kupol.
- Villa Farnese pri Capraroli (1559–1573);
- Villa Lante pri Bagnaia (1566 naprej), vključno z vrtovi in njihovimi vodnimi značilnostmi ter igralnicami;
- Cerkev Il Gesù, Rim, matična cerkev jezuitskega reda, ki bo v 17. stoletju postala vir baročnih cerkvenih fasad;
- Papeška bazilika svete Marije Angelske, Assisi (z Galeazzo Alessijem);
- Cerkev Sant'Andrea in Via Flaminia v Rimu, prva cerkev z ovalno kupolo, ki je postala podpis baroka.
- Palazzo dei Banchi, Bologna
- Palača Farnese, Piacenza. To je bil veličasten projekt obsežne palače v obsegu, ki je vzporeden le z Vatikansko palačo v Italiji; pravokotni tloris ima površino okrog 111 x 88 metrov. Dejanska zgradba pa je predstavljala le manj kot polovico prvotnega projekta Vignole in ni imela veliko načrtovanih arhitekturnih značilnosti; manjkajoči elementi so del zunanjih okoliških sten, glavno pročelje po vzoru starodavnega slavoloka in z velikim stolpom ter gledališče na velikem notranjem dvorišču.

### Druga arhitekturna dela
- Glavno dvorišče Papeške univerze Tomaža Akvinskega, Angelicum, nekdanjega samostana cerkve Santi Domenico e Sisto, je tradicionalno pripisano Vignoli, dokončano pa po njegovi smrti. Deset lokov na daljših straneh in sedem na krajših so podprti s pilastri v toskanskem slogu, ki se dvigajo z visokih podstavkov. Preprost friz z gladkimi triglifi in metopami ločuje spodnjo od zgornje stopnje.[4]

### Nezgrajena dela
Tako kot mnogi drugi arhitekti je tudi Vignola predložil svoje načrte za dokončanje fasade San Petronio, Bologna. Oblikovanja Vignole v sodelovanju z Baldassarejem Peruzzijem, Giuliom Romanom, Andreo Palladijem in drugimi so opremila material za razstavo leta 2001.

### Pisna dela
Njegovi dve objavljeni knjigi sta pomagali oblikovati kanon klasičnega arhitekturnega sloga. Najstarejši Regola delli cinque ordini d'architettura (Kanon petih arhitekturnih redov) (prvič objavljen leta 1562, verjetno v Rimu) je predstavil Vignolin praktični sistem za gradnjo stebrov v petih klasičnih redovih (toskanski, dorski, jonski, korintski in kompozitni) z uporabo razmerij, ki jih je Vignola izpeljal iz lastnih meritev klasičnih rimskih spomenikov. Zaradi jasnosti in enostavnosti uporabe Vignoline razprave je v naslednjih stoletjih postala najbolj objavljena knjiga v zgodovini arhitekture. Druga razprava Vignole, Due regole della prospettiva pratica (Dve pravili praktične perspektive), ki je bila objavljena posthumno z obsežnim komentarjem matematika Ignazija Dantija (Bologna 1583), daje prednost perspektivi ene točke in ne metodam dveh točk, kot je bifokalna konstrukcija. Vignola je predstavil - brez teoretskih nejasnosti - praktične aplikacije, ki bi jih lahko razumel potencialni pokrovitelj.